# Tommaso Pusterla
Tommaso Pusterla (Milano, ... – Brescia, 1399) è stato un vescovo cattolico italiano.

## Biografia
Proveniente da nobile famiglia milanese feudataria di Tradate, viene ricordato in campo civile per aver avviato assieme ai fratelli Binano, Pagano e Leone, la costruzione del castello della città nel 1356. In quest'epoca sappiamo che Tommaso Pusterla era già canonico della cattedrale di Milano e Prevosto della chiesa di San Pietro di Abbiate Guazzone.
Presso il castello di Tradate venne voluta da un suo parente, Guglielmo II Pusterla, arcivescovo di Milano, la chiesa di Santa Maria detta appunto "al castello" e Tommaso vi fa erigere una cappellania personale per la sua famiglia nel 1368. Nello stesso anno, inoltre, egli inizia la costruzione sempre a Tradate della chiesa di San Gottardo che ancora oggi esiste.
Fu eletto vescovo di Brescia nel 1397.
Morì nel 1399